# 켄툼어와 사템어

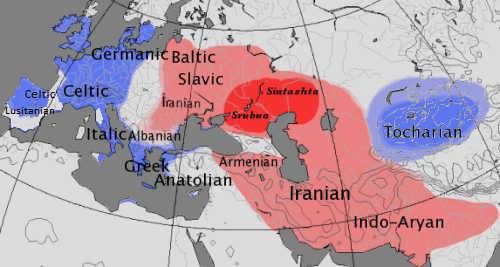
붉은색이 시간이 지나 사템어적인 변화가 일어난 언어, 푸른색은 켄툼어적인 변화가 일어난 언어이다.

켄툼어(Centum)와 사템어(Satem)는 인도유럽어족의 음운변화에 따른 분류이다.　
켈트어파, 그리스어파, 이탈리아어파, 게르만어파는 켄툼어 변화를 일으킨 언어이며 인도이란어파, 슬라브어파, 발틱어파는 사템어 변화를 일으킨 언어로 분류된다. 켄툼어와 사템어는 계통의 차이가 아니라 인도유럽어족이라는 같은 계통에서 음운만 달라진 방언적인 것이다. 또한 켄툼어와 사템어로 민족이나 계통의 차이를 나타내는 것이 아니며 이하의 발견으로 이러한 음변화는 시간의 경과에 의해 각자의 언어에서 독립적으로 나타난 것을 알 수 있다. 
- 다른 사템어들보다 훨씬 동쪽에 쓰여진 사어(死語) 토하라어가 켄툼어의 음운변화를 보였다. 즉 사템어 방언이였던 토하라어는 주위 환경의 변화에 의해 시간이 지나면서 켄툼어적인 음운변화가 일어났다. 하지만 토하라어의 기록이 매우 적은만큼 사어인 토하라어가 켄툼어 음운변화를 보였다는 것에 회의적인 의견도 있다.
- 루비아어(아나톨리아어파)에서는 일부 환경에서 인도유럽조어의 설배파열음의 3계열이 구별되어 있다.
- 인도어파, 아르메니아어, 알바니아어 이 세 언어에서 사템어 음운변화는 비교적 늦은 단계에서 연구개음과 양순연구개음이 구별되었다. 즉 이 세 언어는 다른 인도유럽어보다 사템어 음운변화의 진행이 늦었다는 것이다.
- 발트어와 슬라브어파의 많은 단어들이 켄툼어와 같은 음운 변화를 나타내고 있다는 점.

각 지역의 인도유럽조어가 시간이 지남에 따라 켄툼어 음운변화와 사템어 음운변화를 일으킨 시기는 모두 다르다. 주위의 언어들이 사템어적인 음운변화를 일으킬 때 켄툼어적인 음운변화가 일어난 언어들도 존재하며 그 반대도 일어났다. 사템어는 인도유럽어족의 언어에서 '100'을 의미하는 단어를 보면 음운의 차이가 잘 드러나, 라틴어의 centum과 아베스타어의 satəm을 비교한 것에서 이 명칭이 유래되었다. 본래 인도유럽조어의 시기에는 ḱ로 시작하는 말로 재구되나 이후 사템계 언어에서는 s로 음운이 변동되어 현대에도 해당 계통 언어에서는 s 또는 그 유사한 발음으로 나타난다. 한편 켄툼계 언어에서는 라틴어 centum을 비롯하여 그리스어 (he-)katon, 영어 hund(-red)(k가 h로 변동; 그림의 법칙) 등으로 드러나는 것을 알 수 있다.

## 같이 보기
- 인도유럽어족
- 비교언어학